# Katyn
För andra betydelser, se Katyn (olika betydelser).
Katyn är en by i Smolensk oblast i västra Ryssland. Folkmängden uppgick till 1 737 invånare 2007. Vid byn finns ett skogsområde med samma namn.

## Historia
Den 1 september 1939 anföll Tyskland sin östra granne Polen. Senare samma månad invaderade Sovjetunionen Polen. Enligt Molotov–Ribbentrop-paktens hemliga tilläggsprotokoll delade de båda diktaturerna således upp Polen mellan sig.
Våren 1940 mördade den ryska säkerhetstjänsten NKVD 4 410 polska officerare i Katynmassakern. 
Katyn erövrades 1941 av tyskarna, vilka 1943 tillkännagav att de vid byn hittat en massgrav med lik efter 10 000 polska officerare, dödade med nackskott. Polens exilregering krävde genom Röda korset en internationell undersökning, vilket dock förvägrades dem av Sovjetunionen, som bröt sina diplomatiska förbindelser med exilregeringen i detta sammanhang. Tyskland tillsatte då själva en kommission, vilken bekräftade ryssarnas skuld. Sedan området erövrats av ryssarna, försökte de lägga skulden för massakern på tyskarna. Det har dock senare klarlagts att det var ryssarna som mördade de polska officerarna.
Sammanlagt mördades 21 892 polska medborgare i krigsfångeläger.
Den 10 april 2010 inträffade flygolyckan i Smolensk, där det polska regeringsplanet med ett stort antal ledande polacker störtade och samtliga ombord omkom. De var på väg för att på plats uppmärksamma 70-årsminnet av Katyn-massakern.